# Servin
Servin település Franciaországban, Doubs megyében. Lakosainak száma 200 fő (2022. január 1.). Servin Crosey-le-Petit, Cusance, Lanans, Ouvans és Vellevans községekkel határos.

## Népesség
A település népessége az elmúlt években az alábbi módon változott:
| Lakosok száma | 148  | 149  | 151  | 175  | 195  | 199  | 202  | 208  | 209  | 200  |
|               | 1968 | 1982 | 1990 | 2006 | 2013 | 2015 | 2017 | 2019 | 2020 | 2022 |